# Åke Edwardson

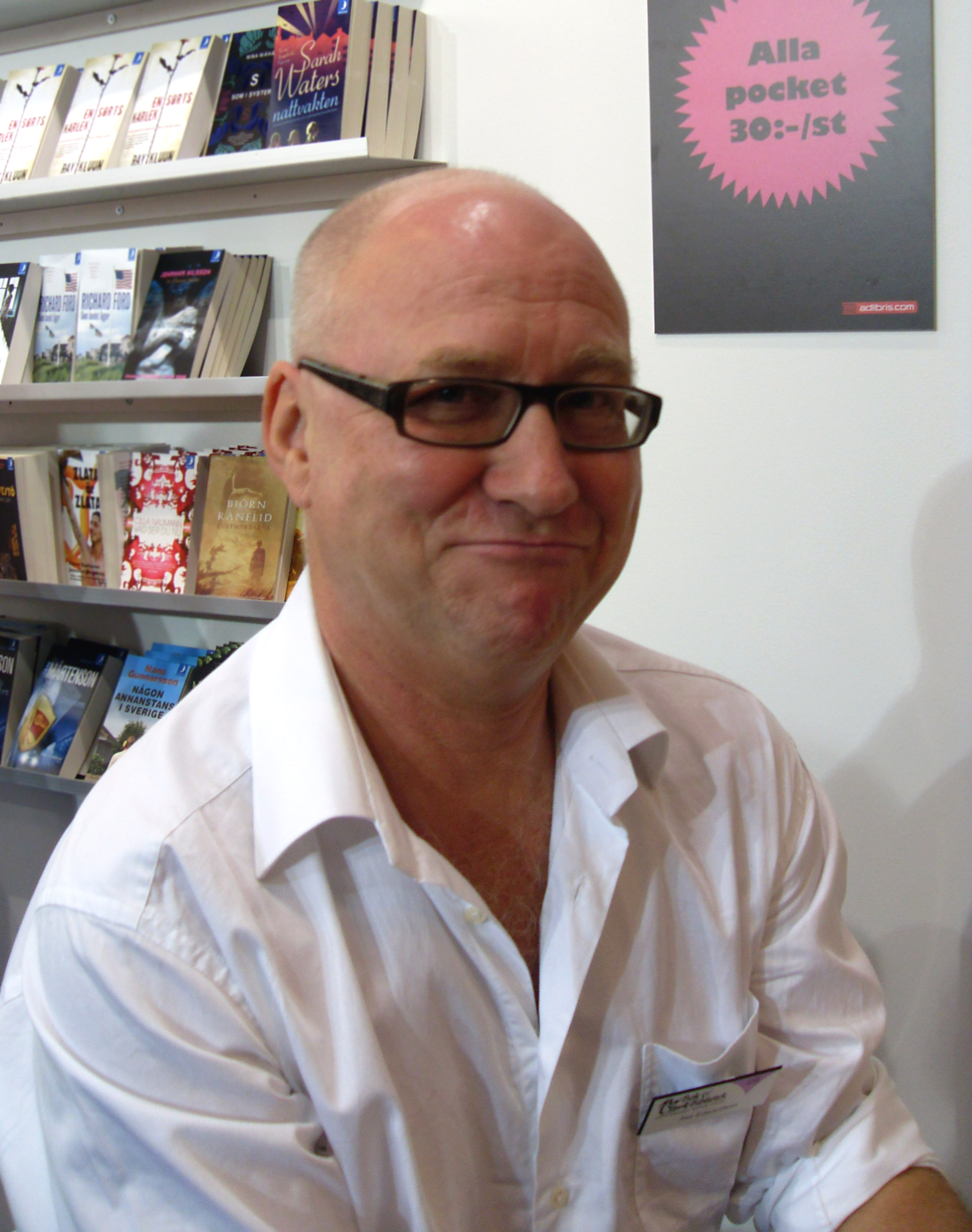
Åke Edwardson in 2008

Åke Edwardson (Eksjö (Zweden), 10 maart 1953) is een Zweeds schrijver van literaire thrillers, journalist en hoogleraar aan de Universiteit van Göteborg.
Edwardson debuteerde als schrijver in 1995 met zijn boek Till allt som varit dött en won hiermee onmiddellijk een prijs voor beste thrillerdebutant. In zijn derde boek Dans met een engel introduceerde hij het personage van hoofdcommissaris Erik Winter, wat de start betekende van een succesvolle reeks thrillers met Winter in de hoofdrol die zich telkens afspelen in en rond Göteborg. Edwardson is zeer succesvol in eigen land maar ook ver daarbuiten. De boeken uit de Erik Winter-reeks worden ook vertaald in het Nederlands.
Het in 2008 verschenen boek 'den sista vintern' (de laatste winter), zou het tiende en laatste deel in de reeks rond Erik Winter en de politie van Göteborg worden. In 2012 verscheen echter toch nog een elfde deel, genaamd 'Hus vid världens ände' (Witte ruis). 
Een aantal boeken uit de Erik Winter-reeks werden tevens als televisiereeks verfilmd, het meest recent in 2010.